# Equinox (personaggio)
Equinox il cui vero nome è Terrance "Terry" Sorenson, è un personaggio creato da Len Wein (testi) e Gil Kane (disegni), pubblicato dalla Marvel Comics. La sua prima apparizione completa avviene in Marvel Team-Up (prima serie) n. 23 (luglio 1974). Invece la sua apparizione come cameo avviene in Giant-Size Spider-Man n. 1 (luglio 1974), creato da Len Wein (testi) e Ross Andru (disegni).

## Storia editoriale
Il personaggio è comparso nei seguenti albi editi dalla Marvel Comics:
- Giant-Size Spider-Man n. 1 (luglio 1974) (cameo), la storia è stata realizzata da Len Wein (testi), Ross Andru (disegni) e Don Heck (chine);
- Marvel Team-Up (prima serie) n. 23 (luglio 1974), la storia è stata realizzata da Len Wein (testi), Gil Kane (disegni) e Mike Esposito (chine);
- Marvel Team-Up (prima serie) n. 59 (luglio 1977)[3], la storia è stata realizzata da Chris Claremont (testi), John Byrne (disegni) e David Hunt (chine)
- Marvel Team-Up (prima serie) n. 60 (agosto 1977)[4] (Flashback), la storia è stata realizzata da Chris Claremont (testi), John Byrne (disegni) e David Hunt (chine)
- Marvel Comics Presents (prima serie) n. 147 (febbraio 1994): Legacy, la storia è stata realizzata da Mariano Nicieza (testi) e Steve Lieber (disegni e chine)

## Biografia del personaggio
Equinox, al secolo "Terry" Sorenson, era figlio di due celebri scienziati. Tuttavia, suo padre, luminare esperto in Fisica Termodinamica subiva i continui scherni da parte dei suoi colleghi a causa delle sue teorie non convenzionali sulla termodinamica, che gli causarono un lento declino nell'alcolismo portandolo addirittura a scaricare le sue frustrazioni con violenze ed abusi sulla moglie. Fu per questo che suo figlio e sua moglie lo abbandonarono per tornare purtroppo proprio nel momento in cui gli esperimenti dello scienziato causarono una terribile esplosione. Terry si avventò tra le fiamme per salvare suo padre, che in uno scoppio di energia perì mentre si innescava in Terry il cambiamento nell'essere noto come Equinox.
I poteri acquisiti erano in realtà altamente instabili, se da un lato permettevano al ragazzo di mantenersi in una costantemente fluida condizione di equilibrio di flusso termodinamico, portando la sua temperatura corporea (ed il suo stesso corpo) da elevatissime a bassissime temperature o viceversa, nonché di produrre colpi di fuoco o alternativamente dardi e frecce di ghiaccio (imitando i poteri dei suoi primi due rivali "buoni" ovvero la Torcia Umana e l'Uomo Ghiaccio), dall'altro lo tenevano in uno stato conflittuale perenne che finì per alterare sensibilmente il suo equilibrio psichico.
Sua madre dedicò tutto il suo tempo, le sue energie e le sue risorse per cercare di trovare una cura per Terry e alla fine ideò una tuta protettiva che controllava la sua condizione consentendogli di controllare i suoi poteri, e quindi alternare a piacimento i cambiamenti di condizione corporea da fuoco a ghiaccio.
La padronanza dei poteri permetteva ad Equinox addirittura di creare scivoli di ghiaccio per spostarsi o intrappolare nel ghiaccio i suoi avversari.
Ma i soldi necessari al mantenimento degli strumenti di protezione finirono, ed Equinox si trovò a dover diventare un ladro per poter trovare l'attrezzatura necessaria. Queste sue attività portarono sulla sua strada come detto, la Torcia dei Fantastici Quattro e l'Uomo Ghiaccio degli X-men. Al termine del loro scontro i due eroi con i loro poteri "speculari" causarono in Equinox una condizione di sovraccarico che fece esplodere il ragazzo, il quale fu creduto morto.
Riapparve in seguito, in preda ad una sempre maggiore ed incontrollabile follia, trovandosi contro l'Uomo Ragno, Wasp e Calabrone. Lo scontro sembrava avere un esito incerto finché non intervenne sulla scena nuovamente sua madre, la quale con un equipaggiamento alimentato da una misteriosa fonte di potere proveniente proprio dal laboratorio dei Fantastici Quattro riuscì a ad aver ragione dell'incontrollabile potere del figlio. Temporaneamente soggiogato e neutralizzato, Equinox poté essere affidato alla custodia ed alle cure del leader degli F4 Reed Richards.

### Civil War
Durante la guerra civile dei supereroi, Equinox tentò di lasciare il paese. In seguito entrò a far parte dell'Iniziativa dei 50 Stati diventando membro della Freedom Force, la squadra di eroi registrati del Montana, insieme a Cloud 9, Think Tank, Spinner e Challenger.

### Secret Invasion
Quando gli Skrull invasero il pianeta, si scoprì che Equinox era un agente mutaforma infiltrato dotato, oltre alle abilità originali di Terry, anche dei poteri dell'Uomo Ragno.

### Dark Reign
Più tardi Equinox e i restanti membri di Freedom Force (Cloud 9, Think Tank e Challenger) vengono reclutati da Norman Osborn in un'operazione per fermare il gruppo ribelle degli Heavy Hitters, che denunciano in diretta televisiva la sempre più massiccia introduzione di supercriminali nell'Iniziativa dei 50 Stati. Il team è abbinato ai gruppi Psionex, Forze della Natura e U-Foes e a varie reclute di Camp Hammer solo per convincere l'opinione pubblica sulla fedeltà all'Iniziativa dei restanti gruppi reclutati durante la presidenza di Stark nello S.H.I.E.L.D. A convincere Osborn e Hood a reclutare la Freedom Force è anche il passato criminale di Equinox.

## Poteri e abilità
In seguito all'esposizione alle sostanze chimiche utilizzate dal padre, Terry si è tramutato in un essere di ghiaccio e fuoco. Il suo corpo è costantemente e contemporaneamente avvolto da questi due elementi. Può emettere fiamme dalle mani, quando queste sono ghiacciate e ghiaccio quando queste sono infiammate.